# 팔각
팔각(八角)은 중국 원산의 오미자과에 속하는 상록 식물이다. 꽃은 적갈색이며, 열매는 향신료로 사용한다. 중국 남부 광시 좡족 자치구와 베트남 북부의 국경 지역에서 자생하며, 중국 남부나 남부 인도, 인도차이나에서 넓게 재배되고 있다.

## 이용

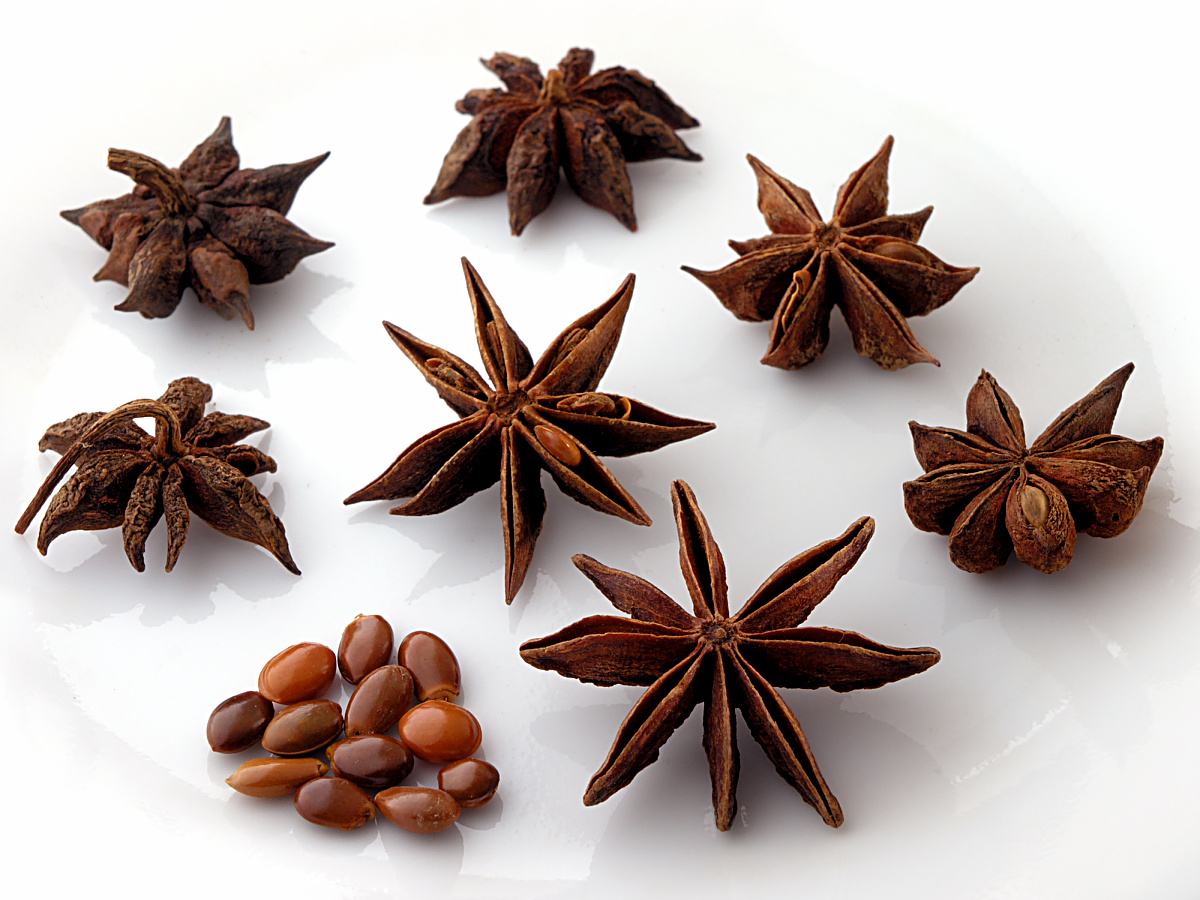
팔각

열매를 말린 것을 팔각 또는 팔각회향(八角茴香), 대회향(大茴香) 등으로 부르며 향신료로 쓴다. 아니스나 회향을 닮은 좋은 향이 난다. 주로 중국 요리에 사용되며, 다른 향신료와 섞어 오향분으로 사용된다.
팔각에서 추출된 시키미산은 오셀타미비르(타미플루)를 만드는 재료로 사용되었지만, 팔각을 직접 먹는다고 효능이 있는 것은 아니다.
그러나 팔각을 에센셜 오일 형태로 추출하여 꾸준히 먹는다면 항바이러스 효과를 보기도 한다